# Anders Jahan Retzius
Anders Jahan Retzius (Kristianstad, 3 oktober 1742 - Stockholm, 6 oktober 1821) was een Zweedse chemicus, botanicus en entomoloog.

## Biografie
Retzius werd geboren in Kristianstad, hij studeerde aan de Universiteit van Lund, waar hij afstudeerde in de filosofie in 1766. Daarna volgde hij een opleiding als apothekersleerling. Hij kreeg in 1766 werk als docent chemie en later natuurlijke historie in 1767 en hij werd bijzonder hoogleraar natuurlijke historie in 1777. Tot aan zijn pensioen in 1812, bekleedde hij verschillende posities op de universiteit op het gebied van natuurlijke historie, economie en scheikunde. Hij stierf in Stockholm op 6 oktober 1821.
Hij beschreef vele nieuwe soorten van insecten en deed fundamenteel werk aan hun classificatie.
Retzius werd in 1782 tot lid van de Koninklijke Zweedse Academie van Wetenschappen verkozen.
Hij was de vader van Anders Retzius en grootvader van Gustaf Retzius. Leerlingen van Anders Jahan Retzius waren onder anderen de botanicus Carl Adolph Agardh, de zoöloog en archeoloog Sven Nilsson, de botanicus en entomoloog Carl Fredrik Fallén en de entomoloog Johan Wilhelm Zetterstedt. 

## Selectie van werken
- Primae Lineae pharmaciae : in usum praelectionum Suecico idiomate. Dieterich, Gottingae 1771 online.
- Inledning till djur-riket : efter herr archiatern och riddaren Carl von Linnés lärogrunder (1772)
- Observationes botanicae (1778–91)
- Floræ Scandinaviæ prodromus; enumerans: plantas Sveciae, Lapponiae, Finlandiae, Pomeraniae, Daniae, Norvegiae, Holsatiae, Islandiae & Groenlandiae (Stockholm 1779; 2de editie (1795)
- (edited and revised:) Charles De Geer, Genera et species insectorum, e generosissimi auctoris scriptis extraxit, digessit, quoad portem reddidit, et terminologiam insectorum Linneanam addidit (1783)
- Lectiones publicæ de vermibus intestinalibus (1784)
- Försök til mineral-rikets upställning. (1795)
- (edited and revised:) Carl Linnaeus, Faunae Svecicae a C à Linné inchoatae pars prima sistens mammalia, aves, amphibia et pisces Sueciae quam recognovit, emendavit et auxit (1800).
- Försök til en Flora Oeconomica Sveciae, eller swenska wäxters nytta och skada i hushållningen (1806–07)

- Author citation (botany): Retz.
- Gemeinsame Normdatei: 117522813
- International Standard Name Identifier: 0000 0001 2140 562X
- KulturNav: 98c3bb79-05a7-4df6-b1aa-119ec718718f
- Library of Congress Control Number: n86827904
- Nationale Bibliotheek van Tsjechië: nlk20010094913
- Nederlandse Thesaurus van Auteursnamen: 084837810
- Istituto Centrale per il Catalogo Unico: UFIV074199
- LIBRIS: 264364
- Système universitaire de documentation: 13978294X
- Museum of New Zealand Te Papa Tongarewa: 50626
- Virtual International Authority File: 77095789
- WorldCat: E39PCjJgFX9gF8fRT7YBW3b9Kq